# Kelowna
|                       | Jan  | Feb  | Mär  | Apr  | Mai | Jun  | Jul  | Aug  | Sep  | Okt  | Nov  | Dez  |   |       |
| Mittl. Tagesmax. (°C) | −0,2 | 3,3  | 9,6  | 15,4 | 20  | 23,9 | 27,6 | 27,3 | 21,5 | 13,4 | 5,4  | 0,6  | ⌀ | 14    |
| Mittl. Tagesmin. (°C) | −7,4 | −5,5 | −2,3 | 0,8  | 5   | 8,6  | 10,5 | 10,2 | 5,7  | 0,9  | −2,7 | −6,4 | ⌀ | 1,5   |
|                       |      |      |      |      |     |      |      |      |      |      |      |      |   |       |
| Niederschlag (mm)     | 30,8 | 22,6 | 21,8 | 26,2 | 39  | 40,7 | 36,9 | 33,6 | 32,7 | 25,5 | 34,5 | 36,2 | Σ | 380,5 |

| −7,4 |

| −5,5 |

| −2,3 |

| 0,8 |

| 5 |

| 8,6 |

| 10,5 |

| 10,2 |

| 5,7 |

| 0,9 |

| −2,7 |

| −6,4 |

| −7,4 |

| −5,5 |

| −2,3 |

| 0,8 |

| 5 |

| 8,6 |

| 10,5 |

| 10,2 |

| 5,7 |

| 0,9 |

| −2,7 |

| −6,4 |

Kelowna [kəˈloʊnə] ist mit fast 130.000 Einwohnern die größte Stadt am Okanagan Lake in British Columbia, Kanada. Sie wurde 1859 erstmals von Missionaren besiedelt und erhielt 1905 offiziell das Stadtrecht. Die Stadt ist die achtgrößte in British Columbia und auf Platz 43 in ganz Kanada.
Im Jahr 2003 wurden durch großflächige Waldbrände mehr als 200 Häuser zerstört und etwa 30.000 Menschen zeitweise evakuiert. Große Teile des zerstörten Gebietes sind jedoch bereits wieder aufgebaut. Während des Feuers 2003 wurde ein Großteil der historischen Kettle Valley Railway zerstört. Teile der Trasse sind bereits wieder intakt bzw. im Bau.

## Geographie und Klima
Kelowna befindet sich ca. 400 km östlich von Vancouver und ca. 130 km nördlich der Grenze zu den Vereinigten Staaten. Die Stadt ist am östlichen Ufer des Lake Okanagan gelegen, östlich der Stadt schließt sich das Okanagan Highland an.
Kelowna verfügt über ein sehr mildes, halbtrockenes Klima. Die durchschnittlichen Temperaturen über das Jahr bewegen sich zwischen −7 °C und 28 °C. Im Winter fällt wenig Schnee (durchschnittliche Schneehöhe im Januar beträgt 13 cm), die häufigsten Schneefälle sind vorwiegend im Dezember und Januar zu erwarten. Die offizielle Wetterstation für Kelowna befindet sich am örtlichen Flughafen Kelowna. Die Sommer sind durch heiße und trockene Phasen gekennzeichnet, häufig mit Tagestemperaturen über 30 °C. Die höchste jemals gemessene Temperatur war 39,5 °C  am 24. Juli 1994, die niedrigste −36,1 °C am 30. Dezember 1968. Während des Sommers ist es oft sonnig und es fällt nur vereinzelt Niederschlag. Die nächtlichen Temperaturen können jedoch sehr stark zurückgehen. Im Juni fallen die meisten Niederschläge; in der Regel herrscht den Sommer hinweg jedoch Trockenheit, so dass es manchmal zu Waldbränden kommen kann.

## Demographie
Der Zensus im Jahr 2011 ergab für die Stadt eine Bevölkerungszahl von 117.312 Einwohnern. Die Bevölkerung hatte dabei im Vergleich zum Zensus von 2006 um 9,6 % zugenommen, während die Bevölkerung in British Columbia gleichzeitig nur um 7 % anwuchs. Die Kosten für Häuser und Wohnungen haben sich aufgrund des starken Wachstums seit 1995 um rund 50 % erhöht.

## Wirtschaft und Infrastruktur

### Wirtschaft
Kelownas Wirtschaft ist stark vom Dienstleistungsgewerbe geprägt. Im Großraum Kelowna sind über 75 % in diesem Sektor beschäftigt. Darüber hinaus ist Kelowna ein beliebtes Touristenziel. Im Sommer werden Angebote für Sportler in den Bereichen Segeln, Golfen, Wandern und Mountainbiken gemacht, im Winter ist Kelowna beliebt wegen der Wintersportgebiete südwestlich der Stadt.

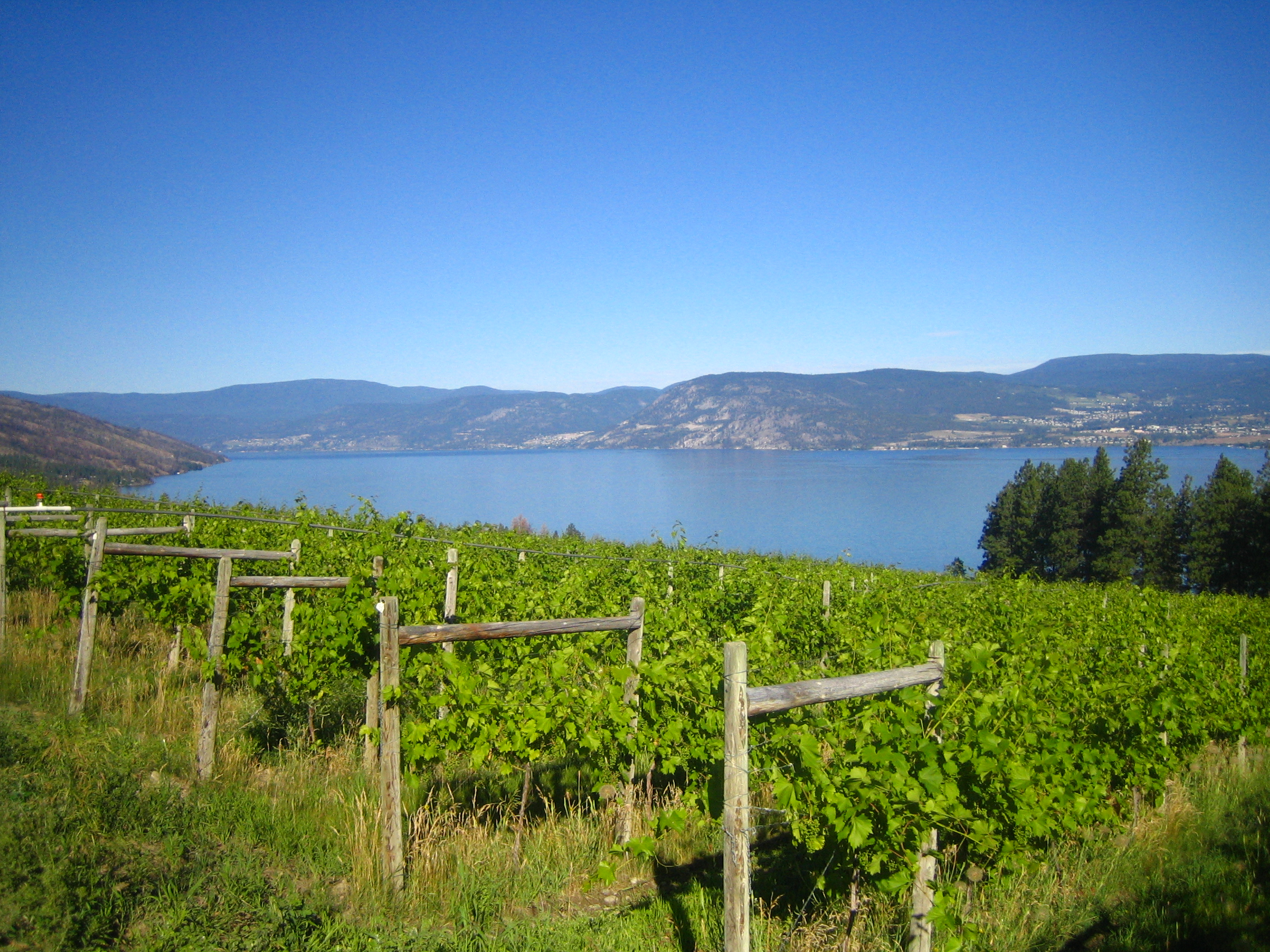
Weinanbaugebiet bei Kelowna

Am Lake Okanagan liegt eines der größten Weinanbaugebiete Kanadas, begünstigt durch das milde Klima. Daher finden sich auch in Kelowna zahlreiche Weingüter. Die Weinanbaugebiete befinden sich außerhalb südlich und westlich der Stadt.
Verglichen mit dem übrigen Kanada ist in Kelowna ein überdurchschnittliches Wachstum zu beobachten. In den Jahren 1996 bis 2006 ist ein Bevölkerungswachstum von 19,3 % zu beobachten während ganz British Columbia nur um 9,5 % gewachsen ist.
Die Stadt versucht seit einiger Zeit, im Hochtechnologiebereich Fuß zu fassen. Allerdings sind die meisten ansässigen Firmen sehr klein (bis 10 Mitarbeiter). Aus diesem Grund schloss sich Kelowna mit anderen Städten am Okanagan zum „Accelerate Okanagan“ zusammen.

## Bildung

### Schulen
In Kelowna und Okanagan befinden sich 32 öffentliche Schulen vom Kindergarten/Grundschule bis zur Klassenstufe 12 (High school). Die Schulen sind School District 23 Central Okanagan unterstellt. Daneben befinden sich weitere französischsprachige und private Schulen in der Stadt.

### Hochschulen
Das Okanagan College und die University of British Columbia Okanagan sind die größten Hochschuleinrichtungen in der Stadt. Am Okanagan College sind ca. 5000 Studenten eingeschrieben in mehreren Fachrichtungen. Das College erlaubt den Zugang an eine Universität. Am Campus Okanagan der University of British Columbia waren im Studienjahr 2019/2020 insgesamt 10.708 Studierende eingeschrieben. Dort werden 50 Bachelorstudiengänge sowie Master- und Doktorandenstudiengänge angeboten, wobei das Fachspektrum Gesellschaftswissenschaften und Sprachen, Wirtschaft, Ingenieurwesen und Naturwissenschaften einschließt.

## Sport
Von großer sportlicher Bedeutung für Kelowna ist das Eishockeyteam Kelowna Rockets, das in einem eigenen großen Stadion in der Stadt spielt. Weitere Sportmannschaften sind unter anderem im Fußball die Okanagan Challenge, im Baseball die Kelowna Falcons sowie beim Canadian Football, der kanadischen Variante des American Footballs, die Okanagan Sun.

## Verkehr

### Straßenverkehr

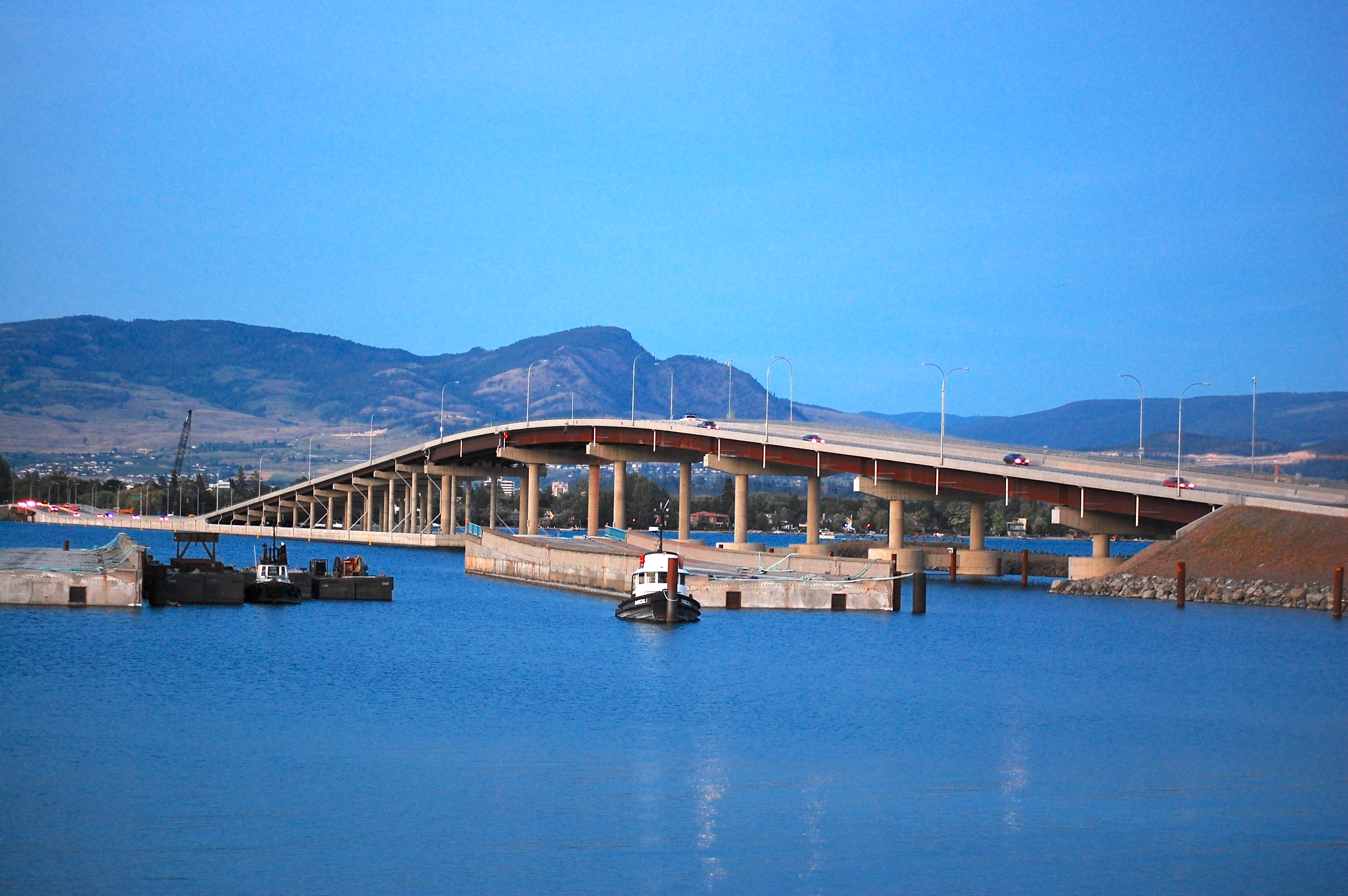
Die neue William R. Bennett Bridge

Mehrere Jahre führte nur ein großer Highway, Highway 97, durch die Stadt. Dieser verbindet die Stadt mit den überregional bedeutenden Fernverkehrsstraßen wie zum Beispiel den wichtigen Ost-West-Verbindungen Trans Canada Highway und Crowsnest Highway. Der Coquihalla Highway als kürzeste Verbindung Richtung Vancouver wird über Highway 97C, der in Peachland von Highway 97 abzweigt, erreicht. Der Highway 33 zweigt im Zentrum der Stadt von Highway 97 in östlicher Richtung ab und erschließt damit die großen Skiressorts östlich von Kelowna.
Seit der offiziellen Eröffnung am 25. Mai 2008 ist Kelowna mit Kelowna West über eine neue fünfspurige Brücke verbunden, die William R. Bennett Bridge. Die alte schwimmende Brücke aus dem Jahre 1958, welche zu den größten der Welt gehört hatte, aber den steigenden Verkehr nicht mehr bewältigen konnte, wurde kurze Zeit später abgerissen. Einige Teile der Brücke wurden als Denkmal in Ufernähe erhalten.

### Öffentlicher Personennahverkehr
Öffentlicher Personennahverkehr wird örtlich/regional mit zahlreichen Verbindungen durch das „Kelowna Regional Transit System“ angeboten, welches von BC Transit in Kooperation mit einem schottischen Verkehrsunternehmen der FirstGroup betrieben wird. Das System bietet auch Verbindungen mit West Kelowna und Peachland. Finanziert wird der Nahverkehr durch die City of Kelowna, den Regional District of Central Okanagan, den District of Lake Country und BC Transit.
Außerdem ist Kelowna in das „South Okanagan-Similkameen Transit System“ eingebunden. Dieses System bietet Personennahverkehr in südlichen Okanagan Valley sowie im Similkameen Valley an. Zentraler Knotenpunkt dieses Liniennetzes ist Penticton und der nördliche Endpunkt des Netzes liegt in Kelowna, während es sich nach Süden bis nach Osoyoos erstreckt. Nach Westen werden Gemeinden entlang des Similkameen River bis nach Princeton angebunden. Neben den genannten Gemeinden werden nach Norden unter anderem Summerland und West Kelowna, nach Süden unter anderem Okanagan Falls und Oliver sowie nach Westen unter anderem Keremeos und Hedley angefahren.

### Flugverbindungen
Von überregionaler Bedeutung ist der Flughafen Kelowna. Der „Kelowna International Airport“ befindet sich nördlich der Innenstadt und ist der zehntgrößte Flughafen Kanadas, gemessen an der Passagierzahl. Es gibt planmäßige Verbindungen zu mehreren Zielen in Kanada wie von und nach Calgary, Edmonton, Toronto, Vancouver, Victoria und  Seattle. Des Weiteren werden saisonale Verbindungen nach Las Vegas, Phoenix und Mexiko durchgeführt.

## Partnerstädte
- Japan: Kasugai
- Sambia: Senanga

## Ehemalige Partnerstädte
Veendam war von 1979 bis 2017 eine Partnerstadt Kelownas

## Söhne und Töchter der Stadt
- Bill Bennett (1932–2015), Politiker und Unternehmer
- Lea Foli (1933–2024), Geiger und Musikpädagoge
- Donald Arnold (1935–2021), Ruderer
- Greg Athans (1955–2006), Freestyle-Skier und Wasserskiläufer
- Les Koch (* 1958), deutsch-kanadischer Eishockeyspieler
- Steve Bozek (* 1960), Eishockeyspieler
- Blair Horn (* 1961), Ruderer, Olympiasieger
- Gillian Bakker (* 1969), Triathletin
- Jared Lowell Miller (* 1969), Altorientalist
- Conrad Leinemann (* 1971), Beachvolleyballspieler
- Troy Bigam (* 1975), deutsch-kanadischer Eishockeyspieler
- Jason Deleurme (* 1977), Eishockeyspieler
- Scott Frandsen (* 1980), Ruderer
- Brent McMahon (* 1980), Triathlet und Olympionike
- Taylor Kitsch (* 1981), Film- und Fernsehschauspieler
- Ken Magowan (* 1981), Eishockeyspieler
- Garth Stevenson (* 1982), Jazzmusiker und Filmkomponist
- Jonathan Filewich (* 1984), Eishockeyspieler
- Josh Gorges (* 1984), Eishockeyspieler
- Sarena Parmar (* 1986), Schauspielerin
- Kelsey Serwa (* 1989), Freestyle-Skierin
- Kyle Beach (* 1990), Eishockeyspieler
- Justin Schultz (* 1990), Eishockeyspieler
- Julia Ransom (* 1993), Biathletin
- Doug Stienstra (* 1976), niederländisch-kanadischer Eishockeyspieler
- Dustin Sylvester (* 1989), Eishockeyspieler
- Cody Sylvester (* 1992), Eishockeyspieler
- Jackson Whistle (* 1995), Eishockeyspieler
- Taylor Ruck (* 2000), Schwimmerin